# Илир Айдини
Илир Айдини (на албански: Ilir Ajdini; на македонска литературна норма: Илир Ајдини) е поет от Северна Македония.

## Биография
Роден е в 1961 година в Скопие, тогава в Югославия. По произход е албанец. Завършва Филологическия факултет на Скопския университет. След това работи като журналист в Македонската информативна агенция. Член е на Дружеството на писателите на Македония от 1994 година.